# Rhodon (Loir-et-Cher)
Rhodon ist eine Gemeinde im französischen Département Loir-et-Cher in der Region Centre-Val de Loire. Sie gehört zum Kanton La Beauce und zum Arrondissement Blois. Sie grenzt im Norden an Oucques La Nouvelle mit Baigneaux, im Nordosten an Boisseau, im Südosten an Conan, im Südwesten an Champigny-en-Beauce und im Westen an Selommes.

## Bevölkerungsentwicklung

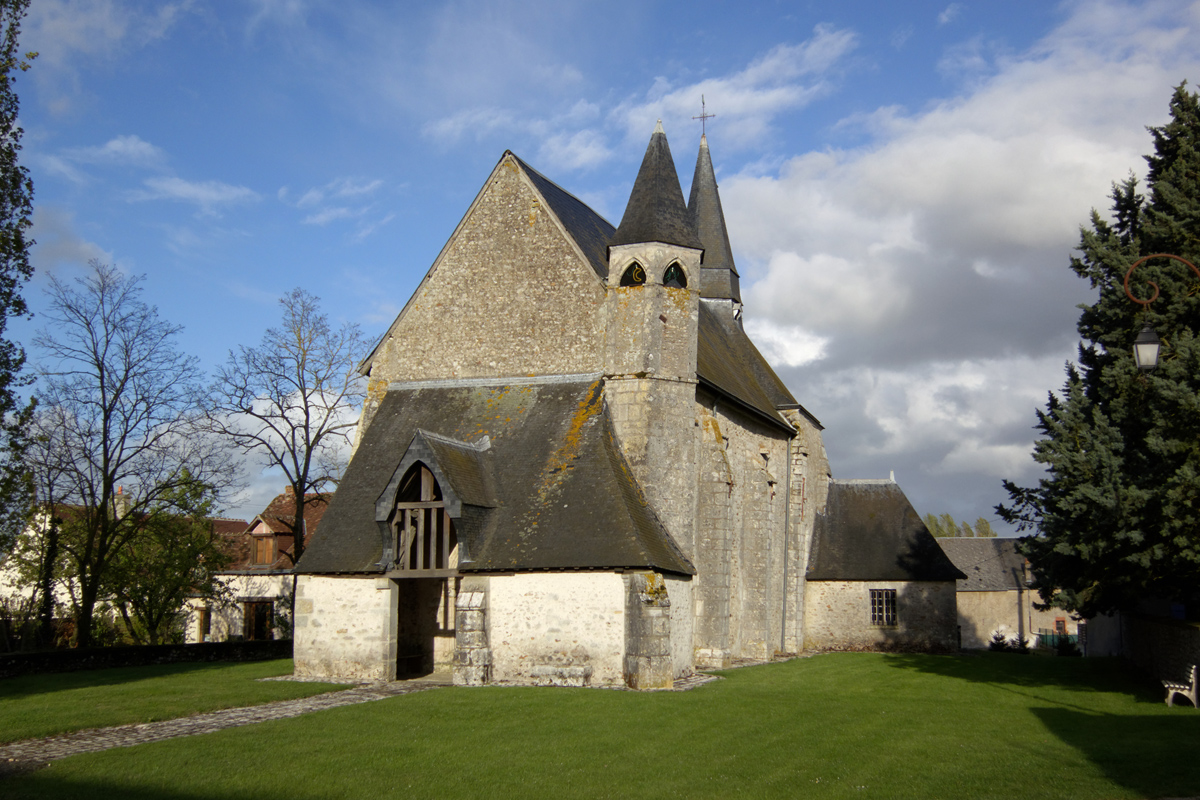
Kirche Saint-Cloud in Rhodon

| Jahr      | 1962 | 1968 | 1975 | 1982 | 1990 | 1999 | 2008 | 2017 |
| --------- | ---- | ---- | ---- | ---- | ---- | ---- | ---- | ---- |
| Einwohner | 168  | 151  | 109  | 98   | 79   | 87   | 98   | 123  |